# Hartmann & Hauers

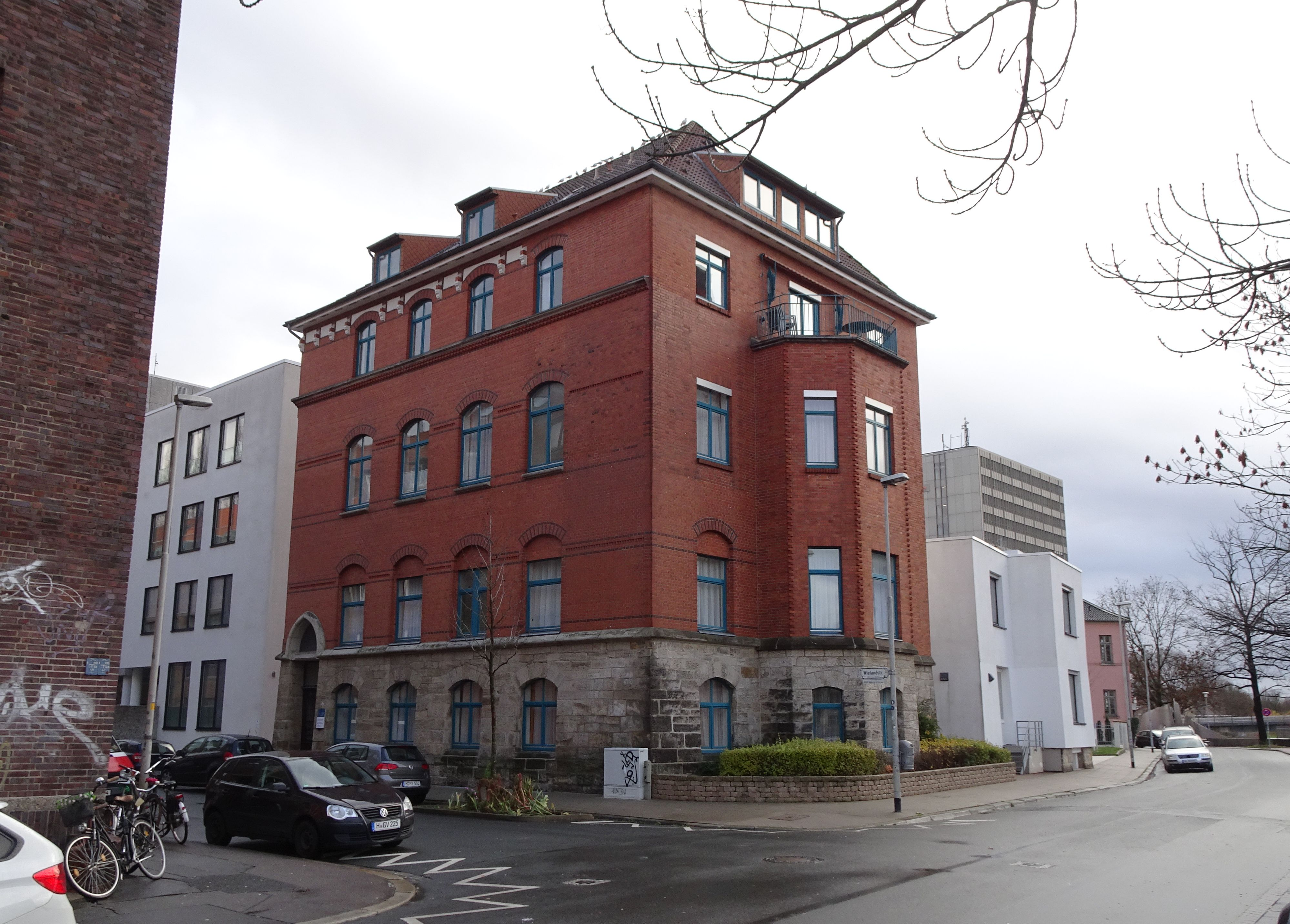
Haus Wielandstraße 5 Ecke Glockseestraße, um 1900 Sitz von Hartmann & Hauers

Hartmann & Hauers war eine 1868 gegründete Chemiefabrik mit Sitz in Hannover. Das Unternehmen zählte zu den ältesten der Holzverkohlungsindustrie und war unter anderem spezialisiert auf die Herstellung von Essigsäure und essigsauren Salzen sowie Zinnober, Kreosot und Guajacol.

## Geschichte und Beschreibung
Die Fabrik chemischer Produkte und Farbewaaren Hartmann & Hauers stellte ab 1869 zunächst im Haus Holzmarkt 4 in Hannover Backpulver für den Großhandel her nach der Rezeptur des Chemikers Justus von Liebig. Einer der frühen Abnehmer wurde das hannoversche Unternehmen Meine & Liebig.
Wenige Jahre nach der Reichsgründung pachteten Hartmann & Hauers, Inhaber Fritz Eberhard Bernhard Hartmann und der Chemiker Johannes Rudolf Hauers, im Jahr 1873 von der Johann-Jobst-Wagenerschen Stiftung die Grundstücke Nummer 39 und 40 in der Glocksee mit der zeitgleich erteilten Erlaubnis, die dort noch stehenden Gebäude auf eigene Rechnung abzureißen. Nach dem Abriss 1875 und dem Erwerb der Grundstücke im Jahr 1877 ließen die beiden Unternehmer neben der Fabrik auch ein Kontorhaus errichten, das heute das älteste erhaltene Gebäude in der Wielandstraße Ecke Glockseestraße darstellt.
Nachdem noch Mitte der 1870er Jahre das „echte Kreosot“ aufgrund mangelnder Anbieter nur selten und oftmals nicht in ausreichender Menge erhältlich war, wurde Hartmann & Hauers einer der ersten Hersteller des aus dem Teer des Buchenholzes gewonnenen Stoffes gegen die Fäulnis von Fleisch.

„Linden-Hannover. Blick von der Ihmenbrücke“ auf die Fabrikschlote an der Glockseestraße, an der die chemische Fabrik Hartmann & Hauers zur Holzverkohlungs-Industrie zählte;
sogenannte „Mondscheinkarte“, Nr. 128 von F. Astholz jun., um 1898

Insbesondere mit der Produktion des Ende des 19. Jahrhunderts erfundenen und durch das Kaiserliche Patentamt geschützte Testalin, ein „Schutzmittel für Stein- und Cement-Arbeiten gegen Witterungseinflüsse“, hatte das Unternehmen großen Erfolg. Zusammen mit einem von Hartmann & Hauers entwickelten Verfahren erhielt die um Jahrhundertwende prosperierende Bauwirtschaft sowie die Kunstgewerbe-Industrie ein langanhaltendes Mittel gegen Erosion und Verschmutzungen wie etwa Ruß insbesondere von Sandstein, Tonelementen, Kalk- und Tuffstein-Formen und ähnlichem. Schon 1897 hatte die Firmeninhaber zahlreiche Lizenznehmer in den größeren Städten des Deutschen Reichs wie etwa in Bremen, Hamburg, Magdeburg oder Leipzig.

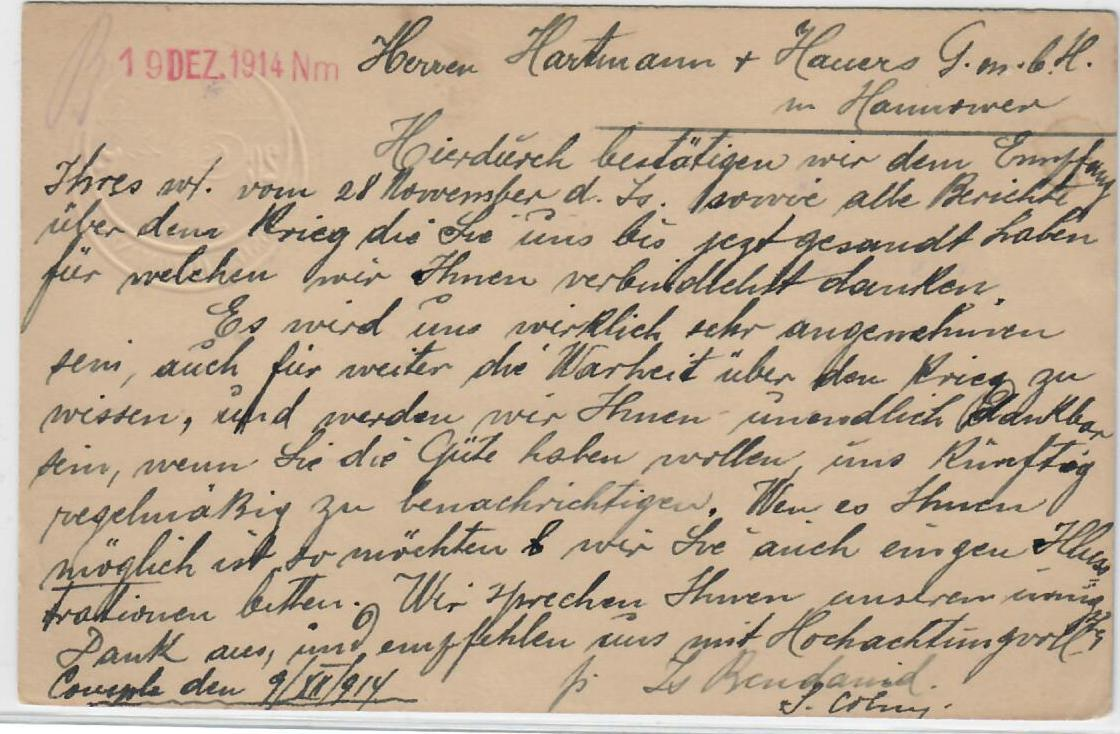
Dankschreiben aus „Con(stantin)ople“ vom Dezember 1914 an die „Herren Hartmann + Hauers G.m.b.H“ für deren Bericht über den Ersten Weltkrieg

Nach dem Ersten Weltkrieg befand sich das in der Wielandstraße 5 ansässige Unternehmen Ende 1919 in Liquidation.

## Wielandstraße 5

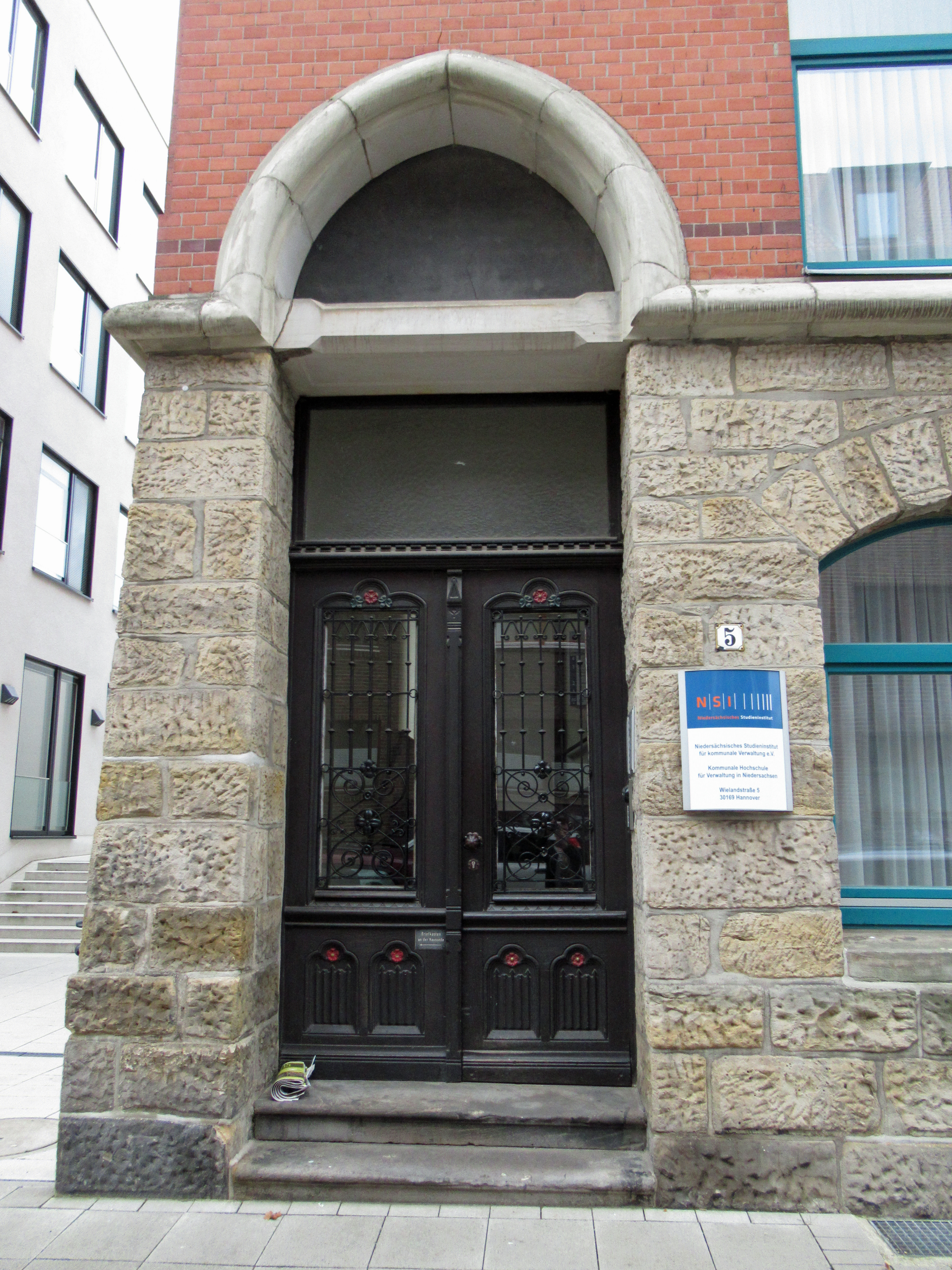
Haustür mit Haustein im angeschrägten Sockelgeschoss, Sandsteinbogen, darüber Klinker mit Zierband; Tür mit geschnitzten Blüten und schmiedeeisernem Ziergittern

Nach der Umfunktionierung des auch schlicht die „Villa“ genannten Gebäudes in der Wielandstraße 5 durch die Niedersächsischen Studieninstitut für kommunale Verwaltung (NSI) zu Bildungszwecken stellte ein Architekt im September 2018 fest, dass wohl eine Baugenehmigung als Wohnraum vorliege, eine Nutzung als Büro- oder gar Hörsaalgebäude jedoch nicht genehmigt sei. So soll in den Plänen zwar von einer Bibliothek im ersten Stock die Rede sein, das Stockwerk jedoch als Seminarraum für rund 60 Studenten genutzt werden. Für diese Umwandlung sei nicht überprüft worden, ob möglicherweise tragende Wände entfernt wurden. Ein Sachverständiger für Brandschutz habe sieben baurechtswidrige Fakten festgestellt. Da die der Geschäftsführer und der Präsident der privat geführten NSI die Stellungnahme der Sachverständigen ignoriert hätten, sollen Mitarbeiter des NSI die Papiere dem Bauamt Hannover überreicht haben.
Bereits zuvor hatte das städtische Bauamt in Braunschweig im März 2015 dem NSI große Teile der Nutzung eines Gebäudes in der Braunschweiger Wendenstraße „mit sofortiger Wirkung“ untersagt.

## Archivalien

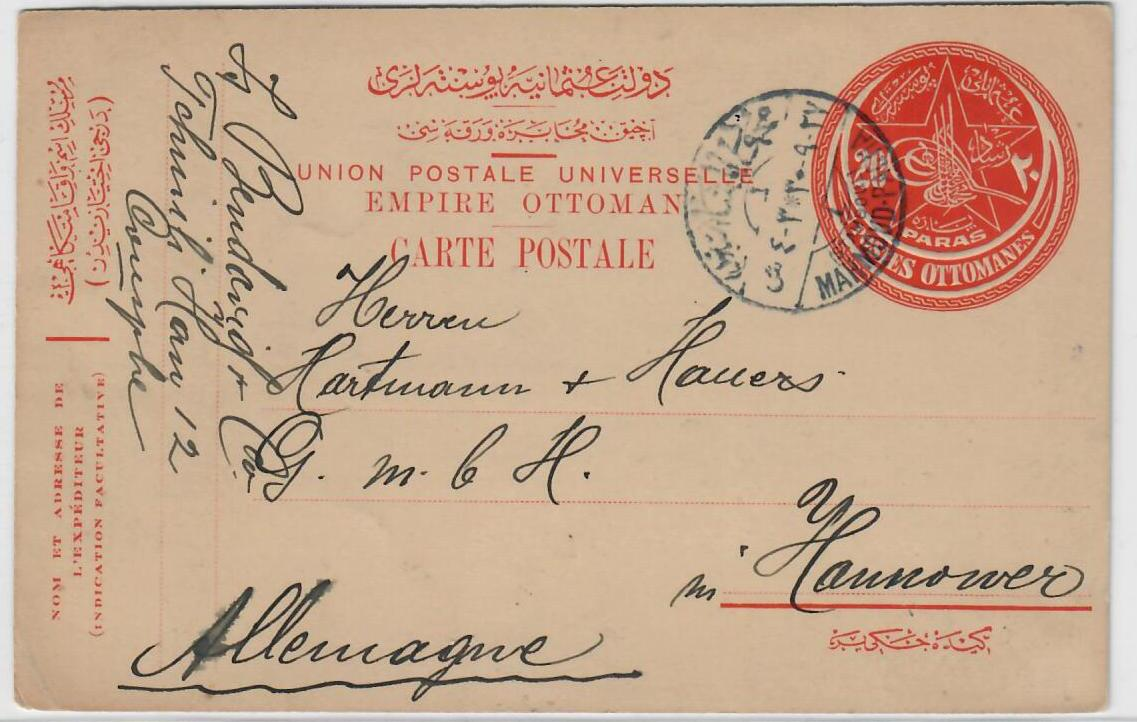
Ganzsache der Osmanischen Post, 1914 adressiert an die Herren Hartmann & Hauers G.m.b.H.

Archivalien von und über Hartmann & Hauers finden sich beispielsweise
- in der Stiftung Niedersächsisches Wirtschaftsarchiv als Firmenbriefbogen des Unternehmens, datiert 1898 und versandt an Tebbenhoff in Fürstenau; Archivsignatur WirtA BS NWA 38 Zg. 2010/022 Nr. 218[12]